# زالان پکلر
زالان پکلر (مجاری: Zalán Pekler؛ زادهٔ ۸ فوریهٔ ۲۰۰۰) تیرانداز اهل مجارستان است.